# Юйшу (місто, Цзілінь)
Юйшу (кит. спр. 榆树市, піньїнь: Yúshù Shì) — місто-повіт в китайській провінції Цзілінь, складова міста Чанчунь.

## Географія
Юйшу лежить на північному сході Чанчуня на висоті понад 190 метрів над рівнем моря у середній течії Сунгарі.

### Клімат
Місто знаходиться у зоні, котра характеризується вологим континентальним кліматом зі спекотним літом. Найтепліший місяць — липень із середньою температурою 22.8 °C (73 °F). Найхолодніший місяць — січень, із середньою температурою -17.9 °С (-0.2 °F).
| Клімат Юйшу             | Клімат Юйшу | Клімат Юйшу | Клімат Юйшу | Клімат Юйшу | Клімат Юйшу | Клімат Юйшу | Клімат Юйшу | Клімат Юйшу | Клімат Юйшу | Клімат Юйшу | Клімат Юйшу | Клімат Юйшу | Клімат Юйшу |
| Показник                | Січ.        | Лют.        | Бер.        | Квіт.       | Трав.       | Черв.       | Лип.        | Серп.       | Вер.        | Жовт.       | Лист.       | Груд.       | Рік         |
| Середня температура, °C | −17,9       | −14,3       | −4          | 6,7         | 14,4        | 19,8        | 22,8        | 21,2        | 14,6        | 6           | −4,8        | −14,1       | 4,2         |
| Норма опадів, мм        | 3.9         | 5.3         | 11.1        | 24.7        | 44.5        | 88.7        | 175.3       | 123.4       | 60.8        | 31.8        | 10.9        | 5.2         | 585.6       |
| Днів з опадами          | 5,8         | 5,6         | 5,7         | 7,7         | 10,8        | 13,3        | 16          | 14          | 10,8        | 8,1         | 6,3         | 6,4         | 110,5       |
| Вологість повітря, %    | 69.4        | 65.1        | 55.1        | 49.7        | 50.9        | 65          | 77.7        | 78.8        | 70.2        | 62.5        | 65.5        | 68.9        | 64.9        |
| ----------------------- | ----------- | ----------- | ----------- | ----------- | ----------- | ----------- | ----------- | ----------- | ----------- | ----------- | ----------- | ----------- | ----------- |
| Джерело: Weatherbase    |             |             |             |             |             |             |             |             |             |             |             |             |             |